# Euphrasia azorica
Euphrasia azorica H.C.Watson é uma espécie de planta herbácea pertencente à família Orobanchaceae (anteriormente era incluída nas Scrophulariaceae), endémica nas ilhas do Grupo Ocidental do arquipélago dos Açores. A espécie é protegida pela Convenção de Berna e pela Diretiva Habitats, sendo estreitamente aparentada com a Euphrasia grandiflora, um endemismo das ilhas do Grupo Central.